# بورشیتسه
بورشیتسه (به چکی: Boršice) یک منطقهٔ مسکونی در جمهوری چک است که در ناحیه اوهرسکه هرادیشتی واقع شده‌است. بورشیتسه ۹٫۷۹ کیلومتر مربع مساحت و ۲٬۲۵۵ نفر جمعیت دارد و ۲۱۲ متر بالاتر از سطح دریا واقع شده‌است.